# Hate . Malice . Revenge
Hate . Malice . Revenge är debutalbumet till det amerikanska deathcore-bandet All Shall Perish, utgivet 2003 av skivbolaget Amputated Vein Records.

## Låtlista
1. "Deconstruction" – 2:52
2. "Laid to Rest" – 4:41
3. "Our Own Grave" – 4:10
4. "The Spreading Disease" – 4:33
5. "Sever the Memory" – 5:12
6. "For Far Too Long..." – 4:03
7. "Never Ending War" – 6:25
8. "Herding the Brainwashed" – 4:15

- Text och musik: All Shall Perish

## Medverkande
Musiker (All Shall Perish-medlemmar)
- Craig Betit – sång
- Beniko Orum – gitarr
- Caysen Russo – gitarr
- Mike Tiner – basgitarr
- Matt Kuykendall – trummor

Produktion
- All Shall Perish – producent
- Zack Ohren – producent, ljudtekniker, ljudmix, mastering
- Ben Orum – omslagskonst, logo
- Kelly Ballou – foto